# National Liberal Club

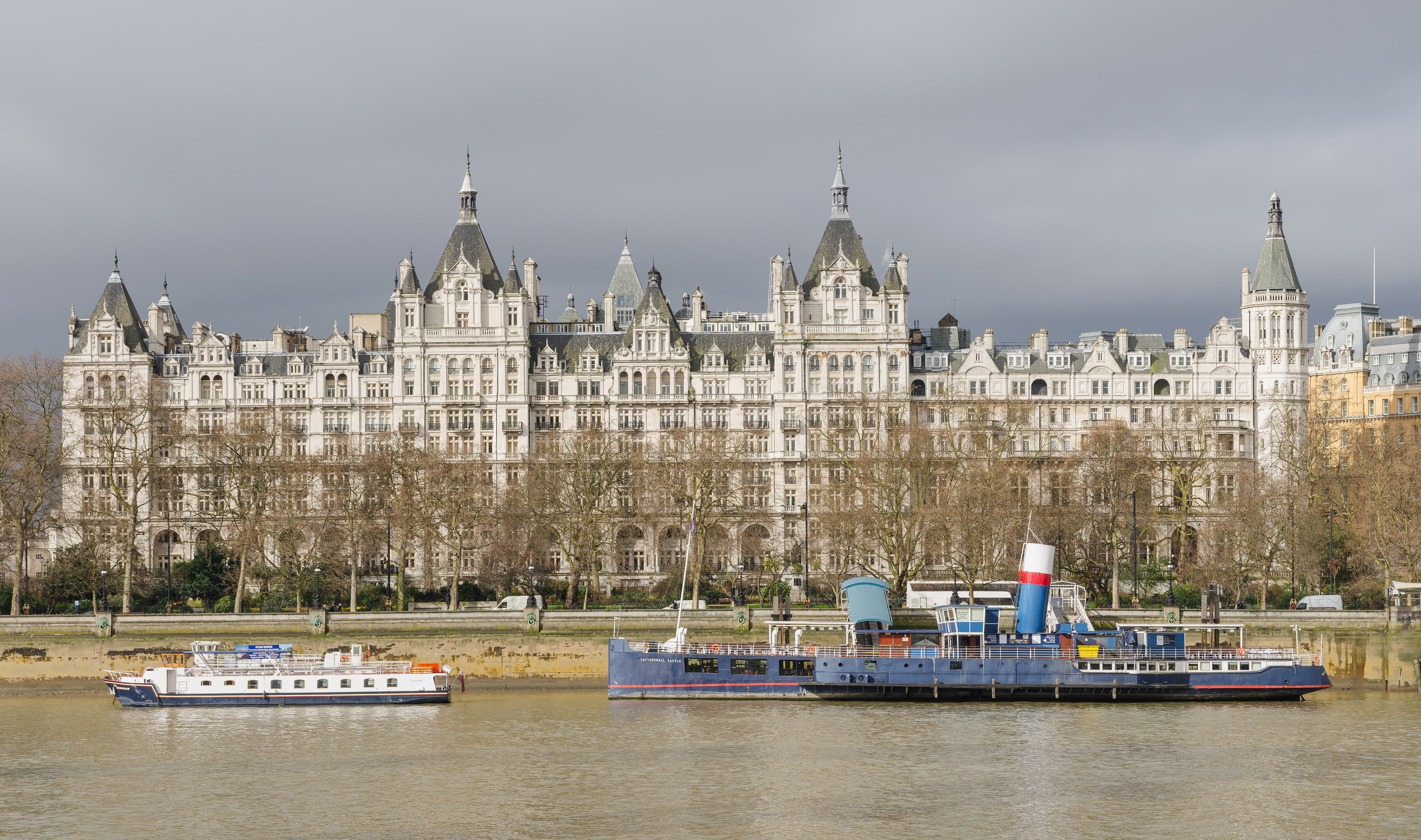
Whitehall Court där klubben är inrymd i den högra delen.

National Liberal Club, eng., en 1882 bildad politisk klubb i London, den mest bekanta av dylika sammanslutningar inom det liberala partiet. Klubbens byggnad vid Whitehall Court (färdig 1887) är ett verk av arkitekten Alfred Waterhouse.